# 12871 Samarasinha
12871 Samarasinha eller 1998 ML37 är en asteroid i huvudbältet som upptäcktes den 24 juni 1998 av LONEOS vid Anderson Mesa Station. Den är uppkallad efter astronomen Nalin Samarasinha.
Asteroiden har en diameter på ungefär 4 kilometer.